# Lamellibrachia satsuma
Lamellibrachia satsuma är en ringmaskart som beskrevs av Michiya Miura 1997. Lamellibrachia satsuma ingår i släktet Lamellibrachia och familjen skäggmaskar. Inga underarter finns listade i Catalogue of Life.

## Bildgalleri

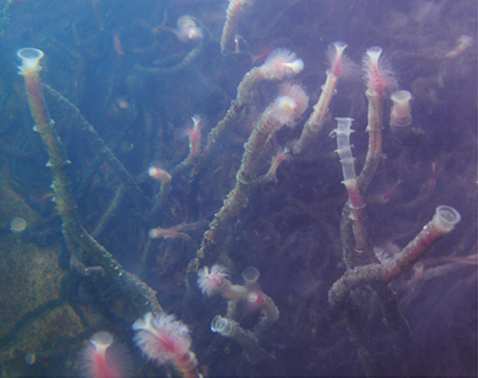
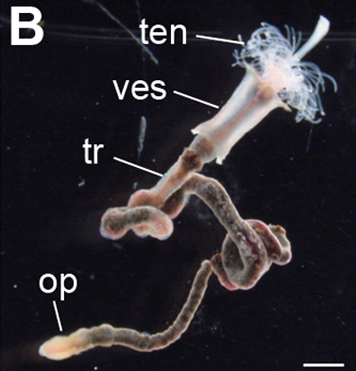